# Салман ібн Абдул-Азіз Аль Сауд
Салман ібн Абдул-Азіз Аль Сауд (араб. الأمير سلمان بن عبد العزيز آل سعود, нар. 31 грудня 1935, Ріяд, Саудівська Аравія) — король Саудівської Аравії, хранитель двох святинь і глава династії Аль Саудів. Став королем 23 січня 2015 року після смерті свого зведеного брата, короля Абдалли.
Салман — син першого короля Саудівській Аравії Абдул-Азіза ібн Сауда і шостий з «сімки Судайрі», був найбільш довіреним радником короля Фахда і найближчим братом принца-наступника Султана. До вступу на престол був міністром оборони (2011—2015) і губернатором провінції Ер-Ріяд (1963—2011).

## Біографія

### Ранні роки
Салман народився 31 грудня 1935 року. Він став 25-м сином ібн Сауда, його матір'ю була Хасса ас-Судайрі. Разом з шістьма братами Салман утворив так звану «сімку Судайрі». Виховувався він у палаці Мурабба. Початкову освіту здобув у школі принців у Ер-Ріяді, яку заснував ібн Сауд для своїх дітей. Салман вивчав релігію й сучасну науку.
Коли принцу Салману було 19 років, його батько, король Абдул-Азіз, у березні 1954 року призначив його своїм представником і еміром (мером) Ер-Ріяда. Пізніше, у квітні 1955, король Сауд призначив його мером Ер-Ріяда в чині міністра. Салман пішов у відставку з цього поста у грудні 1960.

### Губернатор Ер-Ріяда
У лютому 1963 року Салман був призначений губернатором провінції Ер-Ріяд. Він пробув на цій посаді 48 років, з 1963 по 2011 рік. Як губернатор, він зробив внесок у перетворення Ер-Ріяда із середнього міста на великий мегаполіс. Займався залученням туристів та інвестицій до країни, підтримував геополітичні та економічні відносини із Заходом.
Під час губернаторства Салмана його радниками були молоді висококваліфіковані технократи, набрані з Університету короля Сауда. У січні 2011 року він дав вказівку вжити заходів щодо жебраків Ер-Ріяда, «які намагаються скористатися щедрістю людей». Всі жебраки-іноземці були депортовані, а місцеві жебраки пройшли програму реабілітації в міністерстві соціальних справ.

### Міністр оборони
У листопаді 2011 року принца Салмана призначили міністром оборони. Він замінив на цій посаді свого померлого брата, принца Султана, а губернатором Ер-Ріяда призначили принца Саттама. Салман також увійшов до складу Ради національної безпеки. У квітні 2012 року він відвідав Сполучені Штати та Велику Британію, де зустрівся з президентом США Бараком Обамою і прем'єр-міністром Великої Британії Девідом Камероном.
Газета Al Akhbar стверджувала, що призначення Салмана відбулося завдяки його здібностям до примирення і дипломатичним талантам, його належності до середнього покоління (що дозволяло йому виступати посередником між батьками й синами у королівській родині) і його широким знайомствам в арабському світі й міжнародній сфері (заведеним під час перебування на посту губернатора).
Незабаром після смерті свого брата, принца Наїфа ібн Абдул-Азіза, принц Салман у червні 2012 року був призначений наслідним принцом Саудівської Аравії, а також заступником прем'єр-міністра. Агентство «Рейтер» розцінило його призначення як сигнал того, що обережні реформи короля Абдалли, швидше за все, продовжаться. Саудівські реформісти заявили, що принц Салман прийме більш дипломатичний підхід до представників опозиції, на відміну від інших членів королівської сім'ї, але його не можна вважати політичним реформатором. Вони також заявили, що, як і король Абдалла, принц Салман буде головним чином приділяти увагу поліпшенню економічної ситуації, а не політичним змінам.

### Король і хранитель двох святинь
Принц-наступник Саудівської Аравії, Салман став хранителем двох святинь і королем Саудівської Аравії 23 січня 2015, відразу ж після смерті свого зведеного брата, короля Абдалли. Одночасно з цим зведений брат Салмана, Мукрін ібн Абдул-Азіз Аль Сауд, став принцом-наступником і заступником прем'єр-міністра.

## Особисте життя
Салман ібн Абдул-Азіз був одружений тричі. Його першою дружиною була Султана бінт Туркі ас-Судайрі, яка померла у віці 71 року наприкінці липня 2011. Вона була дочкою дядька Салмана по материнській лінії, Туркі ібн Ахмада ас-Судайрі, який був одним з колишніх губернаторів провінції Асир. Діти Салмана від цього шлюбу — принц Фахд (нар. 1955), принц Султан (нар. 1956), принц Ахмед (нар. 1958), принц Абдул-Азіз (нар. 1960), принц Фейсал (нар. 1970) і принцеса Хасса (нар. 1974).
У другому шлюбі з Сарою бінт Фейсал Аль Субай-ай у нього народився син принц Сауд. У третьому шлюбі з Фахдою бінт Фалах ібн Султан аль-Хіслайн — принц Мухаммед, принц Туркі, принц Халід, принц Наїф, принц Бандар і принц Ракан. Старший син Салмана від першого шлюбу, Фахд ібн Салман, помер від серцевої недостатності в 47 років у липні 2001. Інший син, Ахмад ібн Салман, помер після серцевого нападу в липні 2002 в 43 роки.
Його другий син, Султан ібн Салман Аль Сауд, став першою особою королівської крові, першим арабом і першим мусульманином, який полетів у космос. Абдул-Азіз ібн Салман, ще один його син, був заступником міністра нафти з 1995 року. Фейсал ібн Салман — губернатор провінції Ель-Мадіна. Один з його молодших синів, Мухаммед, був його особистим радником у міністерстві оборони. Туркі ібн Салман у лютому 2013 року став головою компанії Saudi Research and Marketing Group, замінивши свого старшого брата Фейсала ібн Салмана.
У серпні 2010 року Салману зробили у США операцію на хребті. Він пережив інсульт, і, попри фізіотерапію, його ліва рука працює гірше ніж права. Після його призначення наслідним принцом різні аналітики, зокрема Саймон Гендерсон, стверджували, що у нього деменція. Крім того, вважають, що у нього хвороба Альцгеймера.

## Нагороди
- Орден князя Ярослава Мудрого I ст. (Україна, 30 жовтня 2017) — за визначний особистий внесок у розвиток українсько-саудівських міждержавних відносин[38][39]